# Spår förbi Kolonos
Spår förbi Kolonos är en bok av Eyvind Johnson utgiven 1961.
Den är en minnes- och resebok som liksom flera av Johnsons romaner vid tiden är indelad i flera berättarplan. Johnson skildrar dels en resa till Grekland och gör dels  tillbakablickar och reflektioner över sitt eget författarskap. Ett tredje berättarplan utgörs av de strukna och tidigare opublicerade kapitlen från romanen Herr Clerk vår mästare från 1928.

## Källa
Eyvind Johnson Spår förbi Kolonos, Bonniers 1961